# Broder Drees
Broder Drees (* 23. Mai 1946 in Bohmstedt, Nordfriesland; † 9. Mai 2025 in Hamburg) war ein deutscher Gastronom und Unternehmer, der sich für die Verständigung mit Russland einsetzte. Er betrieb in Leningrad/St. Petersburg die Gaststätte Tschaika als Joint Venture mit russischen Partnern.

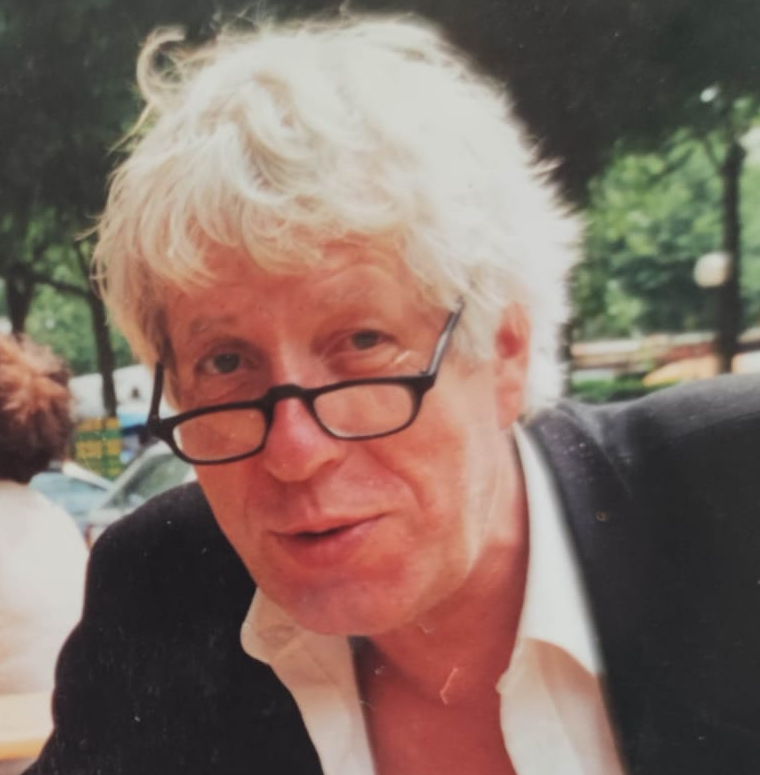
Broder Drees (August 1999)

## Leben
Broder Drees wuchs als Sohn eines Landtierarztes in Bredstedt (Kreis Nordfriesland) auf. Nach dem Besuch der Muthesius-Kunsthochschule in Kiel war er in Hamburg in der Werbung tätig. Zusammen mit seinem Bruder Thoms Drees eröffnete er in Hamburg am Großneumarkt seit 1971 mehrere Kneipen. Der Großneumarkt entwickelte sich in den Jahren durch viele Aktivitäten zum Nachfolger für die „Eppendorfer Szene“.
1991 eröffnete Drees im damaligen Leningrad am Kanal Gribojedova 14 ein Lokal mit deutschem Bier. Das Unternehmen war ein Joint Venture zwischen der Hamburger Bavaria Brauerei (Biermarke: Jever Bier) und der Stadtverwaltung der Newa-Stadt. Die Tschaika (Möwe) wurde schnell zum Treffpunkt internationaler Gäste in der Stadt.
Nach der Rückkehr nach Hamburg gründete Broder Drees eine Reederei, die weltweit Seebestattungen anbot. Ein Schwerpunkt waren Urnenbeisetzungen in der Ostsee, insbesondere in der Nähe der Untergangsposition der Wilhelm Gustloff.
Drees entwickelte eine Urne aus Brotteig, die sowohl für See- als auch für Erdbestattung geeignet ist.
Für seine Verdienste um die deutsch-russische Verständigung erhielt Drees die Ehrendoktorwürde einer russischen Universität.